# Współczynnik jakości promieniowania
Współczynnik jakości promieniowania (Q) – dawniej przyjmowany bezwymiarowy przelicznik między dawką pochłoniętą a równoważnikiem dawki, uwzględniający względną szkodliwość biologiczną różnych rodzajów promieniowania, H=Q·D. Jego formalną jednostką jest Sv/Gy (dawniej rem/Gy).
Poszczególnym rodzajom promieniowania przypisano wartości Q:
| Promieniowanie gamma (fotony wszystkich energii) | Q=1  |
| Elektrony oraz miony, wszystkie energie          | Q=1  |
| Neutrony o energiach:                            |      |
| E < 10 keV                                       | Q=5  |
| 10 keV < E < 100 keV                             | Q=10 |
| 100 keV < E < 2 MeV                              | Q=20 |
| 2 MeV < E < 20 MeV                               | Q=10 |
| E > 20 MeV                                       | Q=5  |
| Protony o energii > 2 MeV                        | Q=5  |
| Cząstki alfa i inne jądra atomowe                | Q=20 |

Na przykład jeżeli tkanka T pochłonie 0,001 Gy promieniowania alfa i 0,05 Gy promieniowania beta (a więc elektronów), to łączny równoważnik dawki w tej tkance wynosi HT=Qα·DT,α + Qβ·DT,β = 20 (Sv/Gy)·0,001 Gy + 1 (Sv/Gy)·0,05 Gy = 0,07 Sv
Obecnie współczynnik jakości Q służy do przybliżania wartości współczynnika wagowego promieniowania wR, gdy rozważany rodzaj promieniowania lub jego energia nie występuje w odpowiedniej tablicy tych wartości bądź nie jest znana. W takim przypadku za przybliżenie wR przyjmuje się uśrednioną wartość współczynnika jakości promieniowania na głębokości 10 mm w kuli ICRU, obliczoną według wzoru podanego w odpowiednim Rozporządzeniu Rady Ministrów.